# シュープレーム

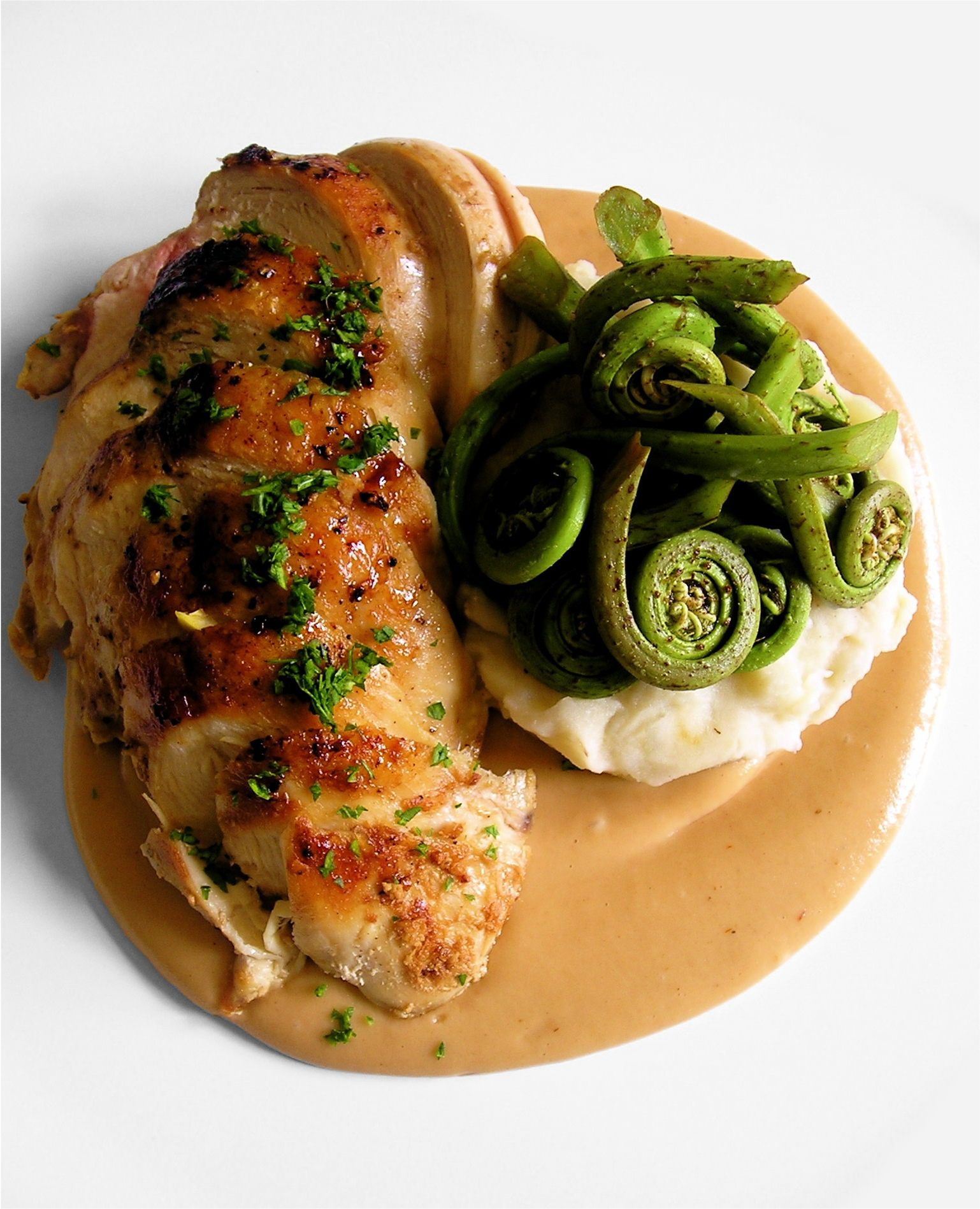
シュープレームソースと鶏のシュープレーム

シュープレーム(Supreme)は、食材の最も優れた部位を表す料理用語である。例えば鶏肉や家禽、ジビエ、魚の料理であれば、フィレを指す。

## 鶏肉
鶏のシュープレーム(suprême de volaille)は、骨を除き、皮の付いた鶏胸肉を指す。上腕骨が残っているものは鶏のコートレット (côtelette de volaille)と呼ばれる。アヒル(suprême de canard)やその他の鳥に対してもこの語が用いられる。
鶏のシュープレームは、様々な方法で調理される。例えば、シュープレーム・ア・ラ・マレシャルは、卵とパン粉をまぶしてソテーした料理である。ポジャルスキー・カツレツを作る際には、シュープレームを挽肉にして用いる。シュープレームにバターを詰めたチキンキエフのように、具材を中に詰めて詰め物料理とすることもある。

## 果物

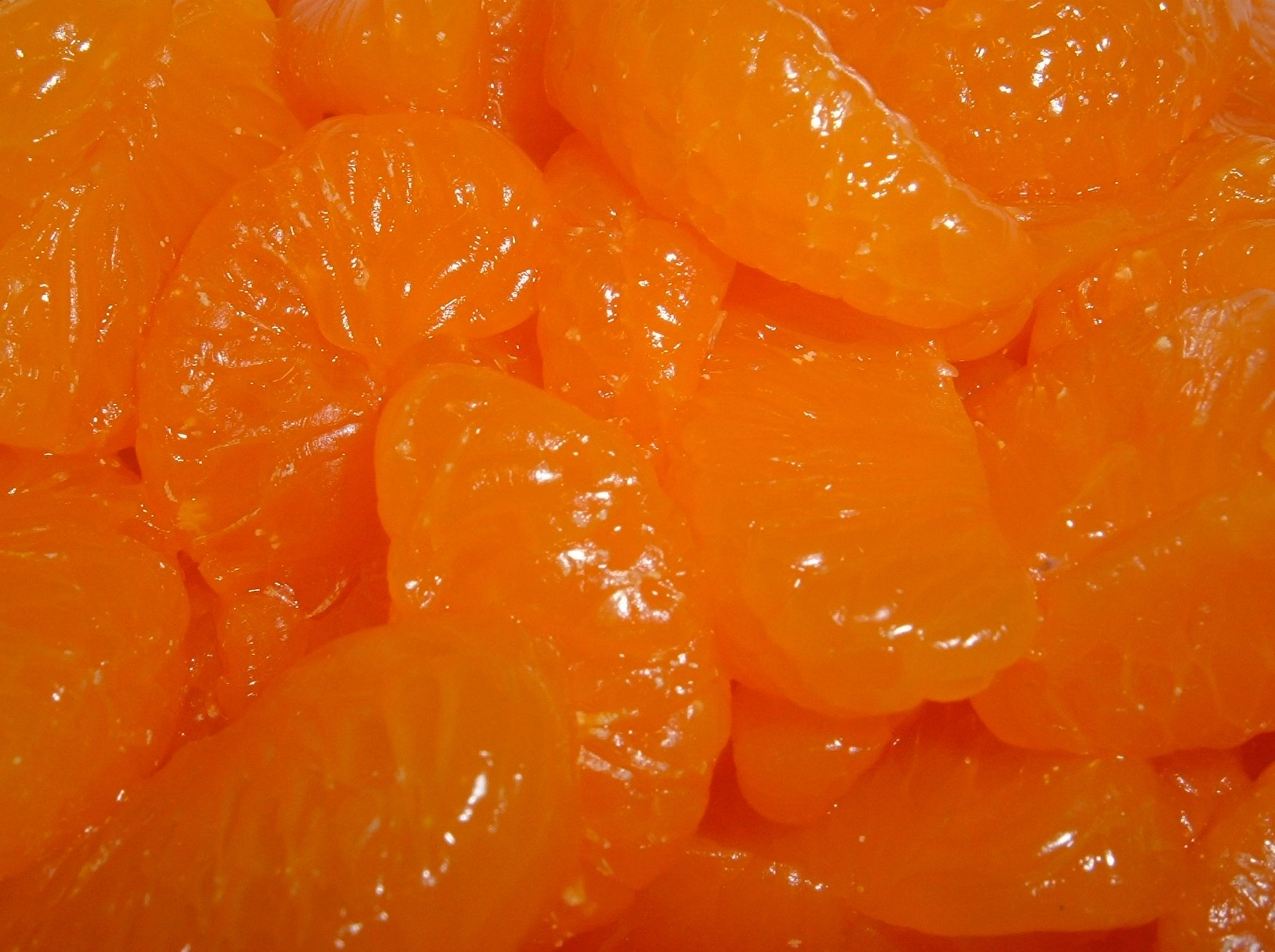
缶詰のマンダリンオレンジは、処理の過程でシュープレームになる

柑橘類の果実の皮、中果皮、膜、種子を取り除き、房に分けたものをシュープレームと呼ぶ。

## ソース
シュープレームソースは、鶏のフォンとクリームから作る濃厚なホワイトソースである。このソースは、鶏肉料理に良く用いられる。
Suprême of barracudaのように、シュープレームソースをかけた料理名にも、シュープレームという語が用いられる。

## その他
料理用語としては、シュープレームという言葉は以下の意味でも用いられる。
- 背の高いソルベ用のグラス
- シュープレームに盛りつけられたデザート